# 1. FC Wacker Plauen
1. FC Wacker Plauen is een Duitse voetbalclub uit Plauen, Saksen.

## Geschiedenis
De club werd in 1907 opgericht als FC Wacker Plauen, het was de eerste arbeidersclub in Vogtland. In 1908 speelde de club zijn eerste wedstrijd tegen het tweede elftal van FC Apelles Plauen, het werd 3:3. Door het uitbreken van de Eerste Wereldoorlog werden de activiteiten gestaakt. In 1920 werd de club heropgericht.
In 1919 werd ook VfR Plauen opgericht. Deze club was niet aangesloten bij de arbeidersbond, maar bij de Midden-Duitse voetbalbond en speelde in de 1. Klasse Vogtland, op dat moment de tweede klasse van de Kreisliga Westsachsen. Nadat de Kreisliga in 1923 werd ontbonden werd de Vogtlandse competitie opgewaardeerd tot hoogste klasse als Gauliga Vogtland en de club speelde vanaf nu dan in de hoogste klasse. De club speelde in de schaduw van de succesvollere stadsrivalen en eindigde meestal in de lagere middenmoot. Het beste resultaat was een tweede plaats in 1932. Na 1933 werd de competitie grondig geherstructureerd. De Midden-Duitse bond werd ontbonden en de vele competities vervangen door de Gauliga Sachsen en Gauliga Mitte. Uit de Gauliga Vogtland kwalificeerden zich drie teams. Door de voorlaatste plaats van de club is het zelfs niet zeker dat de club zich kwalificeerde voor de Bezirksklasse of misschien verder zakte naar de Kreisklasse Vogtland. 
Na NSDAP reorganiseerde niet enkel de nationale voetbalcompetities, maar ook die van de arbeidersbond, die gewoon verboden werd. VfR ging nu op het veld van Wacker spelen en de meeste spelers sloten zich bij VfR aan. 
Na de Tweede Wereldoorlog werd de club ontbonden en heropgericht als SG Plauen-Ost. Later werd de naam gewijzigd in BSG Aufbau Plauen. In 1974 promoveerde de club naar de Bezirskliga, de derde klasse. Na twee jaar werd de club laatste en fuseerde met Motor Wema Plauen tot BSG Motor Wema/Aufbau Plauen en bleef nog twee jaar in de Bezirksliga. In 1979 splitst BSG Stadtbaubetrieb Plauen zich van de club af en begint opnieuw in de allerlaagste klasse.
Na de Duitse hereniging werd de naam gewijzigd in 1. FC Wacker Plauen.